# Mistrovství Evropy v basketbalu mužů 1983
23. mistrovství Evropy v basketbalu 1983 proběhlo ve dnech 26. května – 4. června ve Francii.
Turnaje se zúčastnilo 12 týmů, rozdělených do dvou šestičlenných skupin. První dva týmy postoupili do play off o medaile, družstva na třetím a čtvrtém místě hrála o páté až osmé místo, pátý a šestý tým hrál o deváté až dvanácté místo. Mistrem Evropy se stalo družstvo Itálie.

## Výsledky a tabulky

### Základní skupiny

#### Skupina A
|    |            | ITA    | ESP    | YUG    | FRA    | GRE    | SWE    | V | P | Skóre   | B   |
| 1. | Itálie     | ***    | 75:74  | 91:76  | 105:80 | 108:83 | 79:74  | 5 | 0 | 468:387 | 10  |
| 2. | Španělsko  | 74:75  | ***    | 91:90  | 75:73  | 100:79 | 81:76  | 4 | 1 | 421:393 | 9   |
| 3. | Jugoslávie | 76:91  | 90:91  | ***    | 80:76  | 77:76  | 103:84 | 3 | 2 | 426:418 | 8   |
| 4. | Francie    | 80:105 | 73:75  | 76:80  | ***    | 79:77  | 91:71  | 2 | 3 | 399:408 | 7   |
| 5. | Řecko      | 83:108 | 79:100 | 76:77  | 77:79  | ***    | 69:66  | 1 | 4 | 384:430 | 6'' |
| 6. | Švédsko    | 74:89  | 76:81  | 84:103 | 71:91  | 66:69  | ***    | 0 | 5 | 371:433 | 5   |

#### Skupina B
|    |                | URS    | NED    | GER   | ISR    | POL    | TCH    | V | P | Skóre   | B  |
| 1. | SSSR           | ***    | 112:63 | 90:69 | 92:87  | 88:76  | 100:80 | 5 | 0 | 482:375 | 10 |
| 2. | Nizozemsko     | 63:112 | ***    | 79:67 | 78:72  | 73:62  | 63:90  | 3 | 2 | 356:403 | 8  |
| 3. | Německo        | 69:90  | 67:79  | ***   | 77:70  | 85:82  | 86:74  | 3 | 2 | 384:395 | 8  |
| 4. | Izrael         | 87:92  | 72:78  | 70:77 | ***    | 64:62  | 93:89p | 2 | 3 | 386:398 | 7  |
| 5. | Polsko         | 76:88  | 62:73  | 82:85 | 62:64  | ***    | 75:72p | 1 | 4 | 357:382 | 6  |
| 6. | Československo | 80:100 | 90:63  | 74:86 | 89:93p | 72:75p | ***    | 1 | 4 | 405:417 | 6  |

### Semifinále
| 1. června 1983 20:30 | Zpráva | SSSR                       | 94 – 95 | Španělsko  |  | Palais des Sports de Beaulieu, Nantes Počet diváků: 6 000 Rozhodčí: Hank Nichols (USA), Simon Mottart (BEL) |
| 1. června 1983 20:30 | Zpráva | Skóre po poločasech: 50:54 |         |            |  | Palais des Sports de Beaulieu, Nantes Počet diváků: 6 000 Rozhodčí: Hank Nichols (USA), Simon Mottart (BEL) |
| 1. června 1983 20:30 | Zpráva | Sabonis 24                 | Body    | Sibilio 26 |  | Palais des Sports de Beaulieu, Nantes Počet diváků: 6 000 Rozhodčí: Hank Nichols (USA), Simon Mottart (BEL) |

| 2. června 1983 20:30 | Zpráva | Itálie                     | 88 – 69 | Nizozemsko |  | Palais des Sports de Beaulieu, Nantes Rozhodčí: Don Cline (CAN), David Dagan (ISR) |
| 2. června 1983 20:30 | Zpráva | Skóre po poločasech: 46:38 |         |            |  | Palais des Sports de Beaulieu, Nantes Rozhodčí: Don Cline (CAN), David Dagan (ISR) |
| 2. června 1983 20:30 | Zpráva | Villalta 20                | Body    | Kuipers 14 |  | Palais des Sports de Beaulieu, Nantes Rozhodčí: Don Cline (CAN), David Dagan (ISR) |

### Finále
| 4. června 1983 20:30 | Zpráva | Itálie                     | 105 – 96 | Španělsko            |  | Palais des Sports de Beaulieu, Nantes Počet diváků: 9 000 Rozhodčí: Don Cline (CAN), Hank Nichols (USA) |
| 4. června 1983 20:30 | Zpráva | Skóre po poločasech: 45:38 |          |                      |  | Palais des Sports de Beaulieu, Nantes Počet diváků: 9 000 Rozhodčí: Don Cline (CAN), Hank Nichols (USA) |
| 4. června 1983 20:30 | Zpráva | Villalta 20                | Body     | San Epifanio Ruiz 21 |  | Palais des Sports de Beaulieu, Nantes Počet diváků: 9 000 Rozhodčí: Don Cline (CAN), Hank Nichols (USA) |

### O 3. místo
| 3. června 1983 20:30 | Zpráva | Nizozemsko                 | 70 – 105 | SSSR       |  | Palais des Sports de Beaulieu, Nantes Rozhodčí: Kostas Rigas (GRE), Zdravko Kurilić (YUG) |
| 3. června 1983 20:30 | Zpráva | Skóre po poločasech: 33:51 |          |            |  | Palais des Sports de Beaulieu, Nantes Rozhodčí: Kostas Rigas (GRE), Zdravko Kurilić (YUG) |
| 3. června 1983 20:30 | Zpráva | Plaat, Cramer 14           | Body     | Sabonis 28 |  | Palais des Sports de Beaulieu, Nantes Rozhodčí: Kostas Rigas (GRE), Zdravko Kurilić (YUG) |

### O 5. - 8. místo
| 1. června 1983 18:00 | Zpráva | Jugoslávie                 | 88 – 99 | Izrael       |  | Palais des Sports de Beaulieu, Nantes Počet diváků: 2 000 Rozhodčí: Pedro Hernández Cabrera (ESP), Paszucha (POL) |
| 1. června 1983 18:00 | Zpráva | Skóre po poločasech: 46:48 |         |              |  | Palais des Sports de Beaulieu, Nantes Počet diváků: 2 000 Rozhodčí: Pedro Hernández Cabrera (ESP), Paszucha (POL) |
| 1. června 1983 18:00 | Zpráva | Radovanović 27             | Body    | Berkowitz 25 |  | Palais des Sports de Beaulieu, Nantes Počet diváků: 2 000 Rozhodčí: Pedro Hernández Cabrera (ESP), Paszucha (POL) |

| 2. června 1983 18:00 | Zpráva | Německo                    | 82 – 90 | Francie    |  | Palais des Sports de Beaulieu, Nantes |
| 2. června 1983 18:00 | Zpráva | Skóre po poločasech: 43:46 |         |            |  | Palais des Sports de Beaulieu, Nantes |
| 2. června 1983 18:00 | Zpráva | Schrempf 21                | Body    | Dacoury 24 |  | Palais des Sports de Beaulieu, Nantes |

### O 5. místo
| 3. června 1983 18:00 | Zpráva | Jugoslávie                 | 104 – 88 | Německo     |  | Palais des Sports de Beaulieu, Nantes Počet diváků: 4 000 |
| 3. června 1983 18:00 | Zpráva | Skóre po poločasech: 56:52 |          |             |  | Palais des Sports de Beaulieu, Nantes Počet diváků: 4 000 |
| 3. června 1983 18:00 | Zpráva | Radovanović 26             | Body     | Schrempf 20 |  | Palais des Sports de Beaulieu, Nantes Počet diváků: 4 000 |

### O 7. místo
| 4. června 1983 15:30 | Zpráva | Izrael                     | 88 – 92 | Francie     |  | Palais des Sports de Beaulieu, Nantes Počet diváků: 4 413 Rozhodčí: Giancarlo Vitolo (ITA), Pedro Hernández Cabrera (ESP) |
| 4. června 1983 15:30 | Zpráva | Skóre po poločasech: 41:42 |         |             |  | Palais des Sports de Beaulieu, Nantes Počet diváků: 4 413 Rozhodčí: Giancarlo Vitolo (ITA), Pedro Hernández Cabrera (ESP) |
| 4. června 1983 15:30 | Zpráva | Jamchy 22                  | Body    | Szanyiel 23 |  | Palais des Sports de Beaulieu, Nantes Počet diváků: 4 413 Rozhodčí: Giancarlo Vitolo (ITA), Pedro Hernández Cabrera (ESP) |

### O 9. - 12. místo
| 1. června 1983 14:30 | Zpráva | Řecko                      | 85 – 88 | Československo |  | Palais des Sports de Beaulieu, Nantes Počet diváků: 5 000 Rozhodčí: Marzin (FRA), Avašvili (URS) |
| 1. června 1983 14:30 | Zpráva | Skóre po poločasech: 42:42 |         |                |  | Palais des Sports de Beaulieu, Nantes Počet diváků: 5 000 Rozhodčí: Marzin (FRA), Avašvili (URS) |
| 1. června 1983 14:30 | Zpráva | Gallis 38                  | Body    | Kropilák 35    |  | Palais des Sports de Beaulieu, Nantes Počet diváků: 5 000 Rozhodčí: Marzin (FRA), Avašvili (URS) |

| 2. června 1983 15:30 | Zpráva | Polsko                     | 82 – 70 | Švédsko     |  | Palais des Sports de Beaulieu, Nantes Počet diváků: 1 000 Rozhodčí: Giancarlo Vitolo (ITA), Zdravko Kurilić (YUG) |
| 2. června 1983 15:30 | Zpráva | Skóre po poločasech: 38:33 |         |             |  | Palais des Sports de Beaulieu, Nantes Počet diváků: 1 000 Rozhodčí: Giancarlo Vitolo (ITA), Zdravko Kurilić (YUG) |
| 2. června 1983 15:30 | Zpráva | Zelig 24                   | Body    | Magarity 20 |  | Palais des Sports de Beaulieu, Nantes Počet diváků: 1 000 Rozhodčí: Giancarlo Vitolo (ITA), Zdravko Kurilić (YUG) |

### O 9. místo
| 4. června 1983 18:00 | Zpráva | Československo             | 73 – 77 | Polsko   |  | Palais des Sports de Beaulieu, Nantes Rozhodčí: Avašvili (URS), Rigas (GRE) |
| 4. června 1983 18:00 | Zpráva | Skóre po poločasech: 40:38 |         |          |  | Palais des Sports de Beaulieu, Nantes Rozhodčí: Avašvili (URS), Rigas (GRE) |
| 4. června 1983 18:00 | Zpráva | Kropilák 20                | Body    | Zelig 18 |  | Palais des Sports de Beaulieu, Nantes Rozhodčí: Avašvili (URS), Rigas (GRE) |

### O 11. místo
| 3. června 1983 15:30 | Zpráva | Řecko                                          | 102 – 97 | Švédsko     | prodl. | Palais des Sports de Beaulieu, Nantes |
| 3. června 1983 15:30 | Zpráva | Skóre po poločasech: 52:46, 91:91 Prodl.: 11:6 |          |             | prodl. | Palais des Sports de Beaulieu, Nantes |
| 3. června 1983 15:30 | Zpráva | Gallis 44                                      | Body     | Magarity 24 | prodl. | Palais des Sports de Beaulieu, Nantes |

## Soupisky
1.  Itálie 
| - Carlo Caglieris - Alberto Tonut - Marco Bonamico | - Enrico Gilardi - Ario Costa - Roberto Brunamonti | - Renato Villalta - Dino Meneghin - Antonello Riva | - Renzo Vecchiato - Pierluigi Marzorati - Romeo Sacchetti |

- Trenér: Sandro Gamba

2.  Španělsko 
| - Fernando Arcega Aperte - Joan Creus Molist - Cándido Antonio Sibilio Hughes | - José María Margall Tauler - Andrés Jiménez Fernández - Fernando Romay Pereiro | - Fernando Martín - Juan Antonio Corbalán Alfocea - Ignacio Solozábal Igartua | - Juan Domingo de la Cruz Fermanelli - Juan Manuel López Iturriaga - Juan Antonio San Epifanio |

- Trenér: Antonio Díaz Miguel

3.  SSSR 
| - Stanislav Jerjomin - Heino Enden - Sergej Tarakanov | - Arvydas Sabonis - Andrej Lopatov - Nikolaj Děrjugin | - Valdis Valters - Viktor Pankraškin - Anatolij Myškin | - Sergėjus Jovaiša - Alexandr Bělostennyj - Valdemaras Chomičius |

- Trenér: Alexandr Gomelskij

4.  Nizozemsko 
| - René Ridderhof - Ronald Schilp - Randy Wiel | - Mitchell Plaat - Jelle Esveldt - Al Faber | - Jos Kuipers - Dan Cramer - Cock van de Lagemaat | - Henk Pieterse - Roland van den Bergh - Rob van Essen |

- Trenér: Vladimír Heger.

5.  Francie 
| - Alain Larrouquis - Jean-Michel Sénégal - Richard Dacoury | - Jacques Monclar - Philip Szanyiel - Georges Brosterhous | - Serigne Cheikhou “Apollo” Faye - Hervé Dubuisson - Daniel Haquet | - Jacques Cachemire - Éric Beugnot - Georges Vestris |

- Trenér: Pierre Dao.

6.  Izrael 
| - Howard Lassof - Israel Elimelech - Lou Silver | - Motti Aroesti - Steve Schlachter - Miki Berkovich | - Haim Zlotikman - Shmulik Zisman - Doron Jamchy | - Ofer Yaakobi - Niv Bugin - John Willis |

- Trenér: Ralph Klein.

7.  Jugoslávie 
| - Dražen Petrović - Dragan Kićanović - Goran Grbović | - Rajko Žižić - Ivan Sunara - Željko Poljak | - Zoran Slavnić - Krešimir Ćosić - Ratko Radovanović | - Peter Vilfan - Dražen Dalipagić - Milenko Savović |

- Trenér: Josip “Pino” Ðerđa.

8.  Německo 
| - Christoph Körner - Frank Hudson - Uwe Brauer | - Matthias Strauss - Ulrich Peters - Klaus Zander | - Michael Pappert - Armin Sowa - Detlef Schrempf | - Uwe Blab - Lutz Wadehn - Günther Behnke |

- Trenér: Chris Lee.

9.  Polsko 
| - Dariusz Zelig - Stanisław Reschke - Stanisław Kiełbik | - Eugeniusz Kijewski - Jarosław Jęchorek - Jerzy Binkowski | - Ireneusz Mulak - Justyn Węglorz - Mieczysław Młynarski | - Zbigniew Bogucki - Ryszard Prostak - Krzysztof Fikiel |

- Trenér: Jerzy Świątek.

10.  Československo 
| - Jaroslav Skála - Juraj Žuffa - Vlastimil Havlík | - Peter Rajniak - Stanislav Kropilák - Zdeněk Böhm | - Jiří Okáč - Vladimír Ptáček - Blažej Mašura | - Jiří Jandák - Vojtěch Petr - Gustáv Hraška |

- Trenér: Pavel Petera.

11.  Řecko 
| - Giannis Paragios - Albert Mallach - Panagiotis Giannakis | - Nikos Galis - Manthos Katsoulis - Minas Gekos | - Michalis Romanidis - Nikos Stavropoulos - Liveris Andritsos | - Panagiotis Fassoulas - Vangelis Aleandris - Dimitris Kokolakis |

- Trenér: Kostas Politis.

12.  Švédsko 
| - Bill Magarity - Bernt Malion - Peter Nyström | - Jerry Sehlberg - Thomas Nordgren - Jon-Olof “Jonte” Karlsson | - Kenny Grant - Bo Faleström - Roland Rahm | - Sten Feldreich - Göran Eriksson - Åke Skyttevall |

- Trenér: Sven Jensen.

## Konečné pořadí
| Pořadí           | Tým            | Z | V | P | Skóre   | B  |
| ---------------- | -------------- | - | - | - | ------- | -- |
| Zlatá medaile    | Itálie         | 7 | 7 | 0 | 661:552 | 14 |
| Stříbrná medaile | Španělsko      | 7 | 5 | 2 | 612:592 | 12 |
| Bronzová medaile | SSSR           | 7 | 6 | 1 | 681:540 | 13 |
| 4.               | Nizozemsko     | 7 | 3 | 4 | 495:596 | 10 |
| 5.               | Francie        | 7 | 4 | 3 | 581:578 | 11 |
| 6.               | Izrael         | 7 | 3 | 4 | 573:578 | 10 |
| 7.               | Jugoslávie     | 7 | 4 | 3 | 618:605 | 11 |
| 8.               | Německo        | 7 | 3 | 4 | 554:599 | 10 |
| 9.               | Polsko         | 7 | 3 | 4 | 516:525 | 10 |
| 10.              | Československo | 7 | 2 | 5 | 576:579 | 9  |
| 11.              | Řecko          | 7 | 2 | 5 | 571:615 | 9  |
| 12.              | Švédsko        | 7 | 0 | 7 | 538:617 | 7  |